# Bertotovce
Bertotovce (in ungherese Bertót) è un comune della Slovacchia facente parte del distretto di Prešov, nella regione omonima.